# Greatest Flix III
A Greatest Flix III a brit Queen együttes 1999-es videóklip válogatása. A Made in Heaven album dalaihoz készült videók, a Freddie Mercury emlékkoncert részletei, továbbá Freddie Mercury legismertebb szólószámainak, illetve az 1997-ben készült utolsó Queen-dal, a No-One but You (Only the Good Die Young) videója található meg rajta.

## Számlista
1. Queen & David Bowie – Under Pressure (Rah Mix)
2. Queen – These Are the Days of Our Lives
3. Queen – Princes of the Universe
4. Freddie Mercury & Montserrat Caballe – Barcelona (Single Edit)
5. Queen – Too Much Love Will Kill You (Single Edit)
6. Queen & George Michael – Somebody to Love (Live)
7. Freddie Mercury – The Great Pretender
8. Queen – Heaven for Everyone (Video Version)
9. Queen – Las Palabras De Amor (The Words of Love)
10. Queen – Let Me Live
11. Freddie Mercury – Living on My Own (Radio Mix)
12. Queen – You Don't Fool Me
13. Brian May – Driven by You
14. Queen – No-One but You (Only the Good Die Young)
15. Queen & Elton John – The Show Must Go On

## Közreműködők
- Freddie Mercury – ének, piano
- Brian May – gitár, ének
- John Deacon – basszusgitár
- Roger Taylor – dobok, ének
- David Bowie – ének
- Montserrat Caballé – ének
- George Michael – ének
- Elton John – ének, zongora